# Capdenac-Gare
Capdenac-Gare – miejscowość i gmina we Francji, w regionie Oksytania, w departamencie Aveyron. W 2013 roku populacja gminy wynosiła 4682 mieszkańców. Przez teren gminy przepływa rzeka Lot. 

## Zabytki
Zabytki w miejscowości posiadające status monument historique:
- zamek w osadzie Saint-Julien d'Empare (fr. château de Saint-Julien d'Empare)